# Biesme-sous-Thuin
Pour les articles homonymes, voir Biesme.
Biesme-sous-Thuin [bjɛmsutɥɛ̃] (en wallon Bième) est une section de la ville belge de Thuin, située en Région wallonne dans la province de Hainaut.
C'était une commune à part entière avant la fusion des communes de 1977.

## Étymologie
Le village est traversé par la rivière d'où provient son nom, la Biesmelle, un affluent de la Sambre. Pour certains spécialistes, le terme « Biesme » proviendrait de la traduction germanique du mot castor (Bebronna) : il semblerait que bon nombre de castors vivaient autrefois sur les bords du cours d'eau.

## Évolution démographique
- Sources : INS, Rem. : 1831 jusqu'en 1970 = recensements, 1976 = nombre d'habitants au 31 décembre.

## Histoire
Au IXe siècle le village figure dans les dépendances de l'abbaye de Lobbes, les moines de l'abbaye d'Aulne y possèdent aussi quelques biens. À cette époque le village est rattaché à Ragnies pour les actes juridiques et paroissiaux. 
Lorsque les abbayes furent fondées, les seigneurs locaux leur donnèrent des terres pour permettre aux moines de vivre. Si certaines de ces terres étaient cultivables, beaucoup d'autres ne l'étaient pas ou avaient un rendement très faible. Avec le temps, grâce à leur patience et leur méthode, les religieux ont amélioré les sols reçus. Des bois et des marécages ont ainsi été transformés en champs et prairies. Par la suite, les propriétés monastiques se sont considérablement étendues au fil des siècles par l'accumulation des héritages des moines. Lobbes possédait ainsi des terres près de Reims.
Dans les années 1970, la localité était dirigée politiquement par une bourgmestre, Madame Simon, qui fut invitée par les trois bourgmestres du futur « Grand Leers » (Biercée, Leers-et-Fosteau et Ragnies) à participer à cette fusion volontaire de communes, elle refusa l'offre, expliquant que ce regroupement de villages trop petits avait peu de chances d'être reconnu. En revanche, une fusion avec Thuillies l'intéressait davantage.

## Patrimoine et curiosités
- L’église paroissiale Saint-Martin, construite en 1864 par l'architecte Simon de Trazegnies dans un style néo-roman, abrite un orgue avec un clavier, un pédalier et sept jeux, réalisé par Charles Anneessens en 1873.[6].
- Il y a aussi le moulin à eau, avec un ancien dispositif de vannes.
- Ferme du Moulin. Située sur la rive sud de la Biesmelle, cette ferme est un ensemble de bâtiments en forme de U datant probablement du XVIIe siècle[6].
- La chapelle Notre-Dame de Tongres, construite en 1770[7].

### Tramway Lobbes Thuin

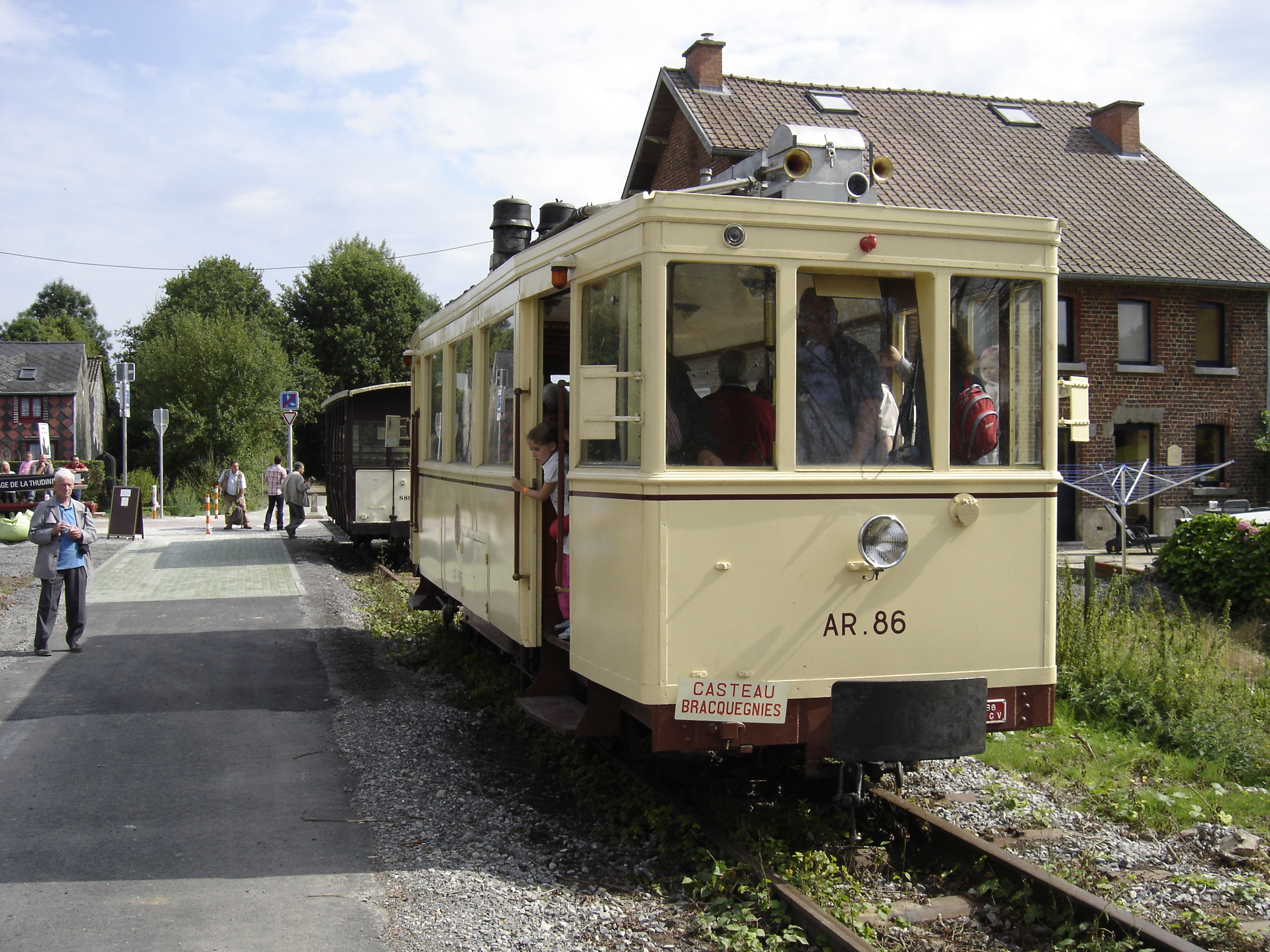
Le tramway de l'ASVi au terminus de Biesme-sous-Thuin.

Depuis le 14 août 2010, l'ancienne halte SNCB de Biesme-sous-Thuin constitue le terminus sud du Tramway Lobbes Thuin. La nouvelle section du tramway à voie métrique de l'ASVi est établie en parallèle avec la construction d'un RAVeL.